# Iwan Andrejewicz Iłgowski
Iwan (Jan) Andrejewicz Iłgowski herbu własnego – ciwun wieszwiański w latach 1569-1571, ciwun szawdowski w latach 1565-1569, ciwun tendziagolski w latach 1554-1565, ciwun kraski w latach 1555-1565, podstarości żmudzki w latach 1554-1566, dworzanin hospodarski.
Podpisał unię lubelską 1569 roku. Poseł na sejm 1570 roku z województwa żmudzkiego.
Był wyznawcą kalwinizmu.
Brat Andrzeja Andrzejewicza Iłgowskiego.